# Maria Hartmann (Schauspielerin)
Maria Hartmann (* 19. Juni 1958 in Hamburg) ist eine deutsche Schauspielerin und Hörspielsprecherin.

## Leben
Maria Hartmann wurde von Boy Gobert und Peter Striebeck zur Schauspielerin ausgebildet, zudem studierte sie Musik am Hamburger Konservatorium. Ihr erstes Festengagement hatte sie von 1978 bis 1980 am Thalia Theater ihrer Geburtsstadt, ein weiteres von 1980 bis 1993 an den Staatlichen Schauspielbühnen Berlin. Danach wirkte sie weiterhin überwiegend in Berlin, am Deutschen Theater, an der Schaubühne am Lehniner Platz, am Renaissance-Theater und am Theater am Kurfürstendamm. Stationen ihrer Laufbahn waren weitere Bühnen in Deutschland und Österreich. So gastierte Hartmann in Hamburg am Ernst-Deutsch-Theater und der Komödie Winterhuder Fährhaus, am Frankfurter Fritz Rémond Theater, an der Komödie im Bayerischen Hof in München, am Stadttheater Klagenfurt und bei den Salzburger Festspielen, ferner hatte sie Gastverträge bei verschiedenen Tourneetheatern. Hierbei arbeitete sie mit namhaften Regisseuren wie Hans Lietzau, Nicolas Brieger, Wolf-Dietrich Sprenger, Katharina Thalbach, Wilfried Minks oder Niels-Peter Rudolph zusammen.
Seit Beginn der 1980er Jahre arbeitet Maria Hartmann auch umfangreich vor der Kamera. Zwischen 1996 und 1999 wirkte sie in 26 Folgen der Serie Unser Lehrer Doktor Specht mit, sie spielte in verschiedenen Episoden der Reihen Tatort, Der Alte und Siska, war 2008 in Max Färberböcks Filmdrama Anonyma – Eine Frau in Berlin und 2011 in dem mehrfach ausgezeichneten Fernsehfilm Homevideo zu sehen.
Maria Hartmann ist daneben eine gefragte Sprecherin in Produktionen verschiedener Rundfunkanstalten sowie für Hörbücher, ferner veranstaltet sie regelmäßig Lesungen, teils mit Soloprogrammen, teils mit Schauspielkollegen wie Jens Wawrczeck oder Gruppen wie der Hamburger Singakademie oder dem NDR Chor. Bekannte Auftrittsorte waren bislang unter anderem das Schleswig-Holstein Musik Festival, die Liebermann-Villa und das Georg-Kolbe-Museum in Berlin und das Internat Louisenlund.
Maria Hartmann lebt in Hamburg und Berlin.

## Filmografie (Auswahl)
- 1978: Lady Windermeres Fächer
- 1983: Kommissariat 9 (3 Folgen als Ute)
- 1984: Die Platzanweiserin
- 1987: Der gläserne Himmel
- 1988: Tatort – Einzelhaft
- 1995: Frauenarzt Dr. Markus Merthin – Abschied
- 1995: Für alle Fälle Stefanie – In freudiger Erwartung
- 1996–1999: Unser Lehrer Doktor Specht (26 Folgen als Karoline Anselm)
- 1996: Wolffs Revier – Das Mädchen Marie
- 1997: Stadtklinik – Freundschaft
- 1998: Ein Mord für Quandt – Die Fremde
- 1998: Wolffs Revier – Ein todsicherer Plan
- 1999: Lea Katz – Die Kriminalpsychologin: Einer von uns
- 2000: Der Alte – Der Tod kam um zehn
- 2000: Küstenwache – Das letzte Ufer
- 2000: Siska – Sonjas Freund
- 2001: Der Alte – Das zweite Leben
- 2002: Siska – Im Schatten des Mörders
- 2003: Der Mörder ist unter uns
- 2003: Siska – Der verbrannte Mann
- 2003: Siska – Am Ende aller Lügen
- 2003: Der Alte – Späte Rache
- 2004: Der Landarzt – Loslassen
- 2004: Engelchen flieg
- 2004: Tatort – Bienzle und der steinerne Gast
- 2006: Vier Minuten
- 2006: Der Landarzt – Punkte für Teschner
- 2006: Hinter Gittern – Der Frauenknast – Ruths Schweigen
- 2006: Tatort – Stille Tage
- 2007: Doppelter Einsatz – Überdosis Warten
- 2007: SOKO Rhein-Main – Die Büchse der Pandora
- 2008: Anonyma – Eine Frau in Berlin
- 2008: Der Alte – Doppelspiel
- 2009: Notruf Hafenkante – Wo ist Mama?
- 2009: Der Bergdoktor – Fehler mit Folgen
- 2009: Die Bergretter – Was bleibt
- 2010: Drei
- 2010: Der Alte – Tod im Tierpark
- 2011: Polizeiruf 110 – Feindbild
- 2011: Der Kriminalist – Dierhagens Vermächtnis
- 2011: Homevideo
- 2012: SOKO Wismar – Kammerflimmern
- 2013: Tatort – Macht und Ohnmacht
- 2014: Tatort – Alle meine Jungs
- 2015: SOKO Wismar – Der Störenfried
- 2015: Die Kanzlei – Ein großer Fehler
- seit 2015: Kommissarin Heller
  - 2015: Schattenriss
  - 2016: Hitzschlag
  - 2016: Nachtgang
  - 2017: Verdeckte Spuren
  - 2018: Vorsehung
  - 2019: Herzversagen
  - 2021: Panik
- 2016: Auf einmal
- 2018: Beat – POP

## Hörspiele (Auswahl)
- 1982: Lear, König – Autor: William Shakespeare – Regie: Rolf Schneider
- 1983: Hoppla, wir leben – Autor: Ernst Toller – Regie: Willi Schmidt
- 1986: Am Vorabend – Autor: Iwan Turgenjew – Regie: Willi Schmidt
- 1998: Cocktail für zwei: Bloody Mary – Autor: Michael Koser – Regie: Rainer Clute
- 1999: Tödliche Erinnerung – Autorin: Valerie Wilson Wesley – Regie: Patrick Blank
- 1999: Die Therapeuten-Story – Autor: Carey Harrison – Regie: Norbert Schaeffer
- 1999: Von Truthahnhals und Zitronenfältchen – Autorin: Petra Reski – Regie: Henry Bernhard
- 2000: Tief in der Nacht – Autor: Francis Durbridge – Regie: Christoph Dietrich
- 2000: Landstreicherin himmlischer Herkunft – Autor: Günter Pohlenz – Regie: Jürgen Dluzniewski
- 2001: Leonies Schirm – Autorin: Irina Wittmer – Regie: Ursula Weck
- 2001: Radio zappen – Autor: Armando Llamas – Regie: Stefanie Hoster
- 2003: Chourmo – Autor: Jean-Claude Izzo – Regie: Ulrich Gerhardt
- 2003: Verschleppung eines polnischen Priesters – Autor: Matthias Brand – Regie: Hein Bruehl
- 2004: Dust Devils. Oder: Katze aus dem Sack – Autorin: Marietta Schröder – Regie: Alexander Schuhmacher
- 2005: Naturgewalten – Autor: David Lescot – Regie: Götz Naleppa
- 2006: Max und Mozart – Autorin: Liese Haug – Regie: Götz Naleppa
- 2006: Weg ins Leben – Autorin: Mariannick Bellot – Regie: Stefanie Hoster
- 2006: Die Toten haben es gut – Autor: Wolfgang Hildesheimer – Regie: Stefanie Lazai
- 2007: Toter Mann – Autor: Andrea Camilleri – Regie: Götz Naleppa
- 2008: Vernagelt – Autor: Ulrich Land – Regie: Sven Stricker
- 2008: Schatten des Wahns – Autor: Christian v. Ditfurth – Regie: Andrea Getto
- 2010: The Beat Goes on oder Die Hölderlin-Akte – Autor: Joy Markert – Regie: Alexander Schuhmacher
- 2010: Australien, ich komme – Autor: Thilo Reffert – Regie: Oliver Sturm
- 2010: Radio-Tatort: Casa Solar – Autor: Tom Peuckert – Regie: Sven Stricker
- 2011: Nebelsturm – Autor: Johan Theorin – Regie: Götz Naleppa
- 2011: Nächtelang über dem Fluss – Autorin: Sylvia Kabus – Regie: Christine Nagel
- 2012: Die letzte Instanz – Autorin: Elisabeth Herrmann – Regie: Andrea Getto
- 2012: To be corrected – wird korrigiert – Autorin: Lívia Páldi – Regie: Andrea Getto
- 2013: Der Sandmann im Ohr – Autor: Steffen Thiemann – Regie: Andrea Getto
- 2013: Primetime – Autor: Oliver Bukowski – Regie: Alexander Schuhmacher
- 2014: Der Mendelssohnriss – Autor: Joy Markert – Regie: Alexander Schuhmacher
- 2016: Eugénie Grandet – Autor: Honoré de Balzac – Regie: Marguerite Gateau
- 2020: Der zweite Schlaf (Erika Erricsson) – Autor: Robert Harris – Regie: Leonhard Koppelmann

## Auszeichnungen
- 1981 O.E. Hasse-Preis[1]
- 2020 Theaterpreis Hamburg – Rolf Mares für ihre Rolle als Fran in Dinge, die ich sicher weiß am Ernst Deutsch Theater